# Star Wars: Legends

Star Wars-logo

Star Wars: Legends, voorheen bekend als Star Wars Expanded Universe (EU), is een merknaam die wordt gebruikt als overkoepelende term voor alle officiële Star Wars-media, los van de bioscoopfilms. Deze media spelen vaak in op gebeurtenissen uit het Star Wars-universum die niet te zien waren in de negen Episodes van de Star Wars-saga. Sinds april 2014 valt het niet meer in de officiële Star Wars-continuïteit (ook wel Canon genoemd).

## Verhaalperiodes
Daar waar de eerste zes films zich afspelen in een tijdsperiode van ongeveer 36 jaar, bestrijkt het Expanded Universe vele duizenden jaren. De stripserie Dawn of the Jedi is chronologisch het eerste werk in het Expanded Universe. De serie gaat over de Je'daii, voorlopers van de Jedi, en speelt zo'n 26.000 jaar voor de films. Het chronologisch laatste werk in het Expanded Universe is Legacy, een serie strips die zich 137 tot 139 jaar na Star Wars: Episode IV: A New Hope afspeelt.
Het Expanded Universe werd door Lucasfilm opgedeeld in acht publishing eras of periode's: De termen BBY en ABY staan voor Before Battle of Yavin (voor de Slag bij Yavin) en After Battle of Yavin (na de Slag bij Yavin) en geven aan hoe lang voor of na de Slag bij Yavin in A New Hope de gebeurtenissen zich afspelen.
(Zie ook het artikel Star Warschronologie)
- Voor de Republiek (37.000-25.000 BBY)

Dawn of the Jedi speelt in deze periode. De serie gaat speelt gaat over een conflict tussen de Rakata, gebruikers van de Duistere Kant van de Kracht, en de Je'daii, voorlopers van de Jedi die een balans proberen te handhaven tussen Lichte Kant en de Duistere Kant. De proloog van deze serie gaat over gebeurtenissen die zich zo'n 37.000 jaar voor Episode IV afspelen. Het verhaal zelf speelt zich af rond 25.793 BBY.
- De Oude Republiek (25.000 - 1000 BBY)

In dit tijdperk zijn de Jedi in grote aantallen aanwezig en bewaken de vrede. De stripserie Tales of the Jedi speelt zich in deze periode af. Ook de Knights of the Old Republic-serie speelt in deze periode, evenals de Darth Bane-serie. Aan het einde van deze periode zijn de Sith bijna allemaal uitgeroeid door machtsstrijd tussen de Sith. Darth Bane zet daarom de Rule Of Two in: slechts 1 Leerling en 1 Meester.
- De Opkomst van het Keizerrijk (1000 - 0 BBY)

Deze periode speelt zich af rond Episode I, II en III nadat er wordt aangenomen dat de Sith uitgestorven zijn. De Sith opereren echter achter de schermen met 1 Meester en 1 Leerling om machtsstrijd tussen hen te voorkomen. In deze periode begint de Republiek te vervallen, en laat Senator Palpatine alias de Sith Meester Darth Sidious zich verkiezen tot Kanselier van de Galactische Republiek, en wordt uiteindelijk de Keizer van het Galactisch Keizerrijk met Sith Leerling Darth Vader aan zijn zijde. Sidious/Palpatine weet de Jedi te verzwakken en veel macht te verwerven door de Kloonoorlogen. Bevel 66 doet de rest.
- De Rebellen (0 BBY - 5 ABY)

De Oude Republiek is niet meer, maar er ontstaat al snel een opstand tegen het bewind van de Keizer. Deze periode begint wanneer de Rebellen de plannen van de Death Star bemachtigen, en eindigt met de dood van de Keizer. Episode IV, V en VI spelen zich af in deze periode.
- De Nieuwe Republiek (5 ABY - 25 ABY)

Nu het Keizerrijk verslagen is, moeten de Rebellen een nieuwe overheid vormen. De Nieuwe Republiek ontstaat, maar met problemen. Luke Skywalker, de laatste Jedi, begint De Jedi Orde weer op te bouwen. Dit doet hij door nieuwe Jedi te trainen.
- De Nieuwe Jedi Orde (25 - 37 ABY)

De Jediridders zijn weer met een groot aantal, en na tientallen jaren oorlog komt er eindelijk vrede. In deze periode dient zich een nieuwe vijand aan: de Yuuzhan Vong. Deze periode wordt vooral behandeld in de romanserie De Nieuwe Jedi Orde.
- Nalatenschap van De Kracht (37 – onbekende datum ABY)

Er is vrede met de Yuuzhan Vong, en de nieuwe Galactische Federatie is gevormd. Maar de Duistere Kant van De Kracht is nog niet geheel verdwenen. Een nieuwe Sith dreigt op te staan, een nog sterker dan Darth Vader of Darth Sidious. In deze periode groeien de nakomelingen van Luke Skywalker op, en zetten De Skywalker Traditie om Jedi’s te worden voort.
- Infinities

Deze "periode" is bedoeld voor verhalen die geen onderdeel uitmaken van de Expanded Universe-canon. Dit betreft bijvoorbeeld parodieën en alternatieve versies van verhalen.

## Ontvangst
Een deel van de Star Wars-fans is erg gesteld op het oude Expanded Universe, en zagen de verhalen die erin verteld werden als een belangrijk onderdeel van het Star Wars-verhaal. George Lucas, de oorspronkelijke bedenker van de films, heeft daarentegen in verschillende interviews aangegeven dat wat hem betreft het enige echte Star Wars zijn films waren, die het verhaal over Anakin Skywalker vertelden en dat het Expanded Universe een zandbank was voor Star Wars-fans. De content die er verscheen, zou niet behoren tot zijn eigen Star Wars-wereld.

## Media in het Expanded Universe

### Film en televisie
- The Star Wars Holiday Special (1978): een twee uur durende tv-special over Chewbacca’s terugkeer naar zijn thuisplaneet Kashyyyk.
- The Ewok Adventure (1984) een van twee films met in de hoofdrol de Ewoks uit Return of the Jedi.
- Ewoks: The Battle for Endor (1985). De tweede films met in de hoofdrol de Ewoks.
- Star Wars: Droids (1985-1986) een animatieserie over de avonturen van C-3PO en R2-D2. Speelt zich af tussen Revenge of the Sith en A New Hope.
- Star Wars: Ewoks (1985-1987): een animatieserie die zich af speelt op de bosmaan Endor, en draait om de avonturen van de Ewoks.
- Star Wars: Clone Wars (2003-2005): een animatieserie van Cartoon Network, die toont hoe de kloonoorlogen verlopen. Speelt zich af tussen Attack of the Clones en Revenge of the Sith.

### Radio en audio
Een radiobewerking van A New Hope werd voor het eerst uitgezonden op National Public Radio in 1981. Later werden ook de andere twee films uit de originele trilogie verwerkt tot hoorspelen. Deze hoorspelen bevatten nieuw achtergrondmateriaal dat Lucas had bedacht, maar niet gebruikt in zijn films.
Lange tijd was Rebel Mission to Ord Mantell de enige Star Warsradioserie die niet was gebaseerd op een van de films. Maar tussen 1995 en 1998 werden vele Star Warshoorspelen gemaakt zoals Tales of the Jedi (1995), Tales from the Mos Eisley Cantina (1995), Dark Empire (1996), Dark Empire II (1996), Empire's End (1997), Dark Forces (1998) en Crimson Empire (1998).

### Boeken
Op Star Wars gebaseerde fictie dateert al terug tot 1976, toen de eerste film verscheen. Dit was een romanversie van A New Hope. Het eerste boek dat niet was gebaseerd op de films was Splinter of the Mind's Eye in 1978.
Tijdens de periode dat de originele serie gemaakt werd (1977-1983) verschenen in totaal 10 boeken. Daarna kwamen er een tijd geen nieuwe Star Warsboeken meer uit, tot 1991. In dat jaar wekte Timothy Zahns reeks Thrawn Trilogy nieuwe interesse in Star Warsboeken. Nadien zijn vele boeken verschenen. Noemenswaardig zijn The X-wing Series van Michael A. Stackpole en Aaron Allston, The Jedi Academy trilogy en Tales From...-serie door Kevin J Anderson en The New Jedi Order-serie van verschillende auteurs.

### Strips
Marvel Comics publiceerde tussen 1977 en 1986 Star Wars-stripboeken en bewerkingen van de films. Hieraan werkten schrijvers als Archie Goodwin, Howard Chaykin, Al Williamson, Carmine Infantino, Gene Day, Walt Simonson, Michael Golden, Chris Claremont, Whilce Portacio, Jo Duffy en Ron Frenz mee. Voor jonge lezers maakte Marvel ook strips gebaseerd op de animatieseries, zoals Star Wars: Ewoks en Star Wars: Droids. Later ging ook Dark Horse Comics Star Wars-stripverhalen uitgeven. Star Wars was daarnaast een dagelijkse krantenstrip die liep van 1979 tot 1984.

### Computer- en videospellen
Sinds 1983 zijn er meer dan 12 computerspellen gemaakt met de titel Star Wars, te beginnen met Star Wars: The Empire Strikes Back, gepubliceerd voor de Atari 2600 door Parker Brothers.
Star Wars spellen bestaan in vele varianten. De eerste Star Wars first person shooter was "Star Wars: Dark Forces", uitgebracht door LucasArts in februari 1995. Een bekend strategiespel uit het franchise is Star Wars: Rebellion.

### Multimediaprojecten
- Star Wars: Shadows of the Empire (1996) was een ambitieus project gemaakt door Lucas film. Dit project vertelde het verhaal tussen The Empire Strikes Back en Return of the Jedi, en introduceerde een nieuwe schurk genaamd Prins Xizor.
- The Clone Wars (2003-2005). Een project om de kloonoorlogen verder uit te diepen.
- The Force Unleashed (2008-2010): een project dat zich afspeelt tussen de derde en vierde film.
- Star Wars: The Old Republic (vanaf 2011): Het verhaal van de oorlog tussen De Empire en De Republic in de tijd van De Old Republic.

### Mockumentaries
- Return of the Ewok (1982): een 24 minuten durende mockumentary over de Ewoks en Warwick Davis' beslissing om een acteur te worden.
- R2-D2: Beneath the Dome (2002) een 20 minuten durende mockumentary over R2-D2.

### Speelgoed
In de loop der jaren is er van Star Wars veel speelgoed uitgebracht, waaronder de LEGO Star Warsserie. Ook deze speelgoedsets introduceerden soms nieuwe personages en omgevingen.

## Continuïteit

### Nieuwe continuïteit
Op 25 april 2014 heeft Lucasfilm, nu onder haar nieuwe eigenaar Disney, bekendgemaakt dat de verhalen uit de Expanded Universe niet meer deel zouden uitmaken van de officiële Star Wars continuïteit. Dit in verband met de nieuwe reeks films die zich ca. 30 jaar na de gebeurtenissen uit de Originele Trilogie afspelen, aangezien de filmmakers een andere visie hadden op wat er zich na Return of the Jedi afspeelde. Dit geldt voor al het EU-materiaal dat een eerste publicatiedatum van vóór laatstgenoemde datum heeft. Het oude materiaal wordt niet helemaal verworpen, maar beschouwd als legendes, onder de naam Star Wars: Legends.
Binnen Lucasfilm werd de Story Group opgericht, die ervoor moest zorgen dat er een zekere continuïteit is tussen de verschillende Star Wars-verhalen die verschijnen en dat er in de verschillende media geen contradicties opduiken op materiaal dat al eerder werd uitgebracht, zoals het geval was in het oude EU. 

### Oude continuïteit
Officieel zou het Expanded Universe een perfecte aansluiting moeten zijn op de zes films. Alle films en alle media uit het Expanded Universe worden geacht één groot verhaal te vormen. In praktijk blijkt dit echter lastig, vooral daar veel Star Wars-media werd geproduceerd door andere mensen dan George Lucas, die allemaal hun eigen ideeën hadden over het Star Wars-universum. Dit heeft al een paar maal geleid tot de productie van media die qua verhaal in strijd zijn met de films of met elkaar.
Lucasfilm hield sterk toezicht op de media binnen het Expanded Universe. George Lucas zelf deed maar weinig aan het Expanded Universe. Volgens zijn eigen zeggen bevatten de zes films alles wat hij wilde vertellen. Om het een en ander te verduidelijken voor fans, worden alle Star Wars-media voorzien van een code die aangaf in welke mate deze media in overeenstemming was met de films. Deze code werd gehandhaafd door Lucas Licensing en kende vier niveaus: G, C, S, en N.
- G (George Lucas): media met dit teken zijn geheel in overeenstemming met wat George Lucas zelf in gedachten had. In deze groep zitten in eerste instantie de zes films, inclusief hun verwijderde scènes en nooit gefilmde scènes. Verder omvat deze groep alle media die rechtstreeks gebaseerd zijn op de films, zoals de romanversies en de radiobewerkingen.
- C (continuity): de hoofdgroep van het Expanded Universe. Al het materiaal dat niet in de overige groepen valt komt in deze categorie, en telt als officieel onderdeel van het Star Wars-universum tenzij de gebeurtenissen in tegenspraak zijn met die uit de G-categorie.
- S (secondary): dit refereert aan oudere, minder accurate EU-werken. Voorbeelden zijn het role-playing-game Star Wars Galaxies.
- N: de laagste categorie. Media in deze categorie worden doorgaans niet gezien als officieel onderdeel van het Star Wars-universum. Deze media laten vaak zien wat er zou zijn gebeurd onder andere omstandigheden.